# Kanadas Grand Prix 1974
Kanadas Grand Prix 1974 var det fjortonde av 15 lopp ingående i formel 1-VM 1974. 

## Resultat
1. Emerson Fittipaldi, McLaren-Ford, 9 poäng
2. Clay Regazzoni, Ferrari, 6
3. Ronnie Peterson, Lotus-Ford, 4
4. James Hunt, Hesketh-Ford, 3
5. Patrick Depailler, Tyrrell-Ford, 2
6. Denny Hulme, McLaren-Ford, 1
7. Mario Andretti, Parnelli-Ford
8. Carlos Pace, Brabham-Ford
9. Carlos Reutemann, Brabham-Ford
10. Helmuth Koinigg, Surtees-Ford
11. Rolf Stommelen, Hill (Lola-Ford)
12. Mark Donohue, Penske-Ford
13. Jacky Ickx, Lotus-Ford
14. Graham Hill, Hill (Lola-Ford)
15. Jacques Laffite, Williams (Iso Marlboro-Ford) (varv 74, punktering)
16. Jochen Mass, McLaren-Ford

### Förare som bröt loppet
- Chris Amon, BRM (varv 70, för få varv)
- Niki Lauda, Ferrari (67, olycka)
- Tom Pryce, Shadow-Ford (65, motor)
- John Watson, John Goldie Racing (Brabham-Ford) (61, upphängning)
- Jean-Pierre Beltoise, BRM (60, för få varv)
- Jody Scheckter, Tyrrell-Ford (48, bromsar)
- Jean-Pierre Jarier, Shadow-Ford (46, bakaxel)
- Arturo Merzario, Williams (Iso Marlboro-Ford) (40, hantering)
- Eppie Wietzes, Team Canada Formula 1 (Brabham-Ford) (33, motor)
- Hans-Joachim Stuck, March-Ford (12, bränslesystem)

### Förare som ej kvalificerade sig
- Derek Bell, Surtees-Ford
- Mike Wilds, Ensign-Ford
- Vittorio Brambilla, March-Ford
- Ian Ashley, Chequered Flag (Brabham-Ford)